# أولي إرفيك
أولي إرفيك (بالنرويجية: Ole Erevik) مواليد 9 يناير 1981 في ستافانغر، هو لاعب كرة يد نرويجي يلعب كحارس مرمى. مثل منتخب النرويج لكرة اليد.

## المسيرة الاحترافية
لعب مع نادي فيكينغ لكرة اليد من سنة 2000 إلى 2004، ثم انضم إلى أديمار ليون في الدوري الإسباني في موسم 2004–2005، ثم لعب مع نادي ماغديبورغ لكرة اليد في الدوري الألماني في موسم 2007–2008، ثم انضم إلى نادي آلبورغ لكرة اليد في الدوري الدنماركي من سنة 2011 إلى 2015.

## سجل المنافسة
شارك في البطولات التالية:
- بطولة أوروبا لكرة اليد للرجال 2012
- بطولة أوروبا لكرة اليد للرجال 2014
- بطولة أوروبا لكرة اليد للرجال 2016

## روابط خارجية
- أولي إرفيك على موقع الاتحاد الأوروبي لكرة اليد (الإنجليزية)
- أولي إرفيك على موقع الاتحاد النرويجي لكرة اليد (النرويجية)